# Жовтобрюшка сомалійська
Жовто́брюшка сомалійська (Eremomela flavicrissalis) — вид горобцеподібних птахів родини тамікових (Cisticolidae). Мешкає в Східній Африці.

## Поширення і екологія
Сомалійські жовтобрюшки мешкають в Сомалі, Ефіопії, Кенії і Уганді. Вони живуть в сухих саванах і сухих чагарникових заростях.